# Municipio de York (Minnesota)
El municipio de York (en inglés: York Township) es un municipio ubicado en el condado de Fillmore en el estado estadounidense de Minnesota. En el año 2010 tenía una población de 368 habitantes y una densidad poblacional de 3,93 personas por km².

## Geografía
El municipio de York se encuentra ubicado en las coordenadas 43°32′24″N 92°16′33″O / 43.54000, -92.27583. Según la Oficina del Censo de los Estados Unidos, el municipio tiene una superficie total de 93.62 km², de la cual 93,55 km² corresponden a tierra firme y (0,08 %) 0,07 km² es agua.

## Demografía
Según el censo de 2010, había 368 personas residiendo en el municipio de York. La densidad de población era de 3,93 hab./km². De los 368 habitantes, el municipio de York estaba compuesto por el 99,46 % blancos y el 0,54 % eran de una mezcla de razas. Del total de la población el 0 % eran hispanos o latinos de cualquier raza.